# Bodo Müller
Bodo Müller (* 10. Oktober 1924 in Sagan, Provinz Niederschlesien; † 23. Oktober 2013 in Heidelberg) war ein deutscher Romanist und Hispanist.

## Leben und Werk

### Laufbahn
Müller promovierte 1955 an der Friedrich-Alexander-Universität Erlangen bei Heinrich Kuen mit der Arbeit Die Herkunft der Endung -i in der 1. Pers. Sing. Präs. Ind. des provenzalischen Vollverbs. Er habilitierte sich ebenda über Góngoras Metaphorik. Versuch einer Typologie (Wiesbaden 1963) und war von 1965 bis 1992 ordentlicher Professor für Romanische Philologie an der Ruprecht-Karls-Universität Heidelberg (von 1969 bis 1970 auch Dekan).

### Handbuch
Bei den deutschen Romanistikstudenten war Müller bekannt für sein verbreitetes Handbuch Das Französische der Gegenwart. Varietäten, Strukturen, Tendenzen (Heidelberg 1975, französisch: Le français d’aujourd’hui, Paris 1985).

### Forschungsprojekt
Schwerpunkt seiner Forschung war das bedeutende Projekt des Diccionario del español medieval, der ersten systematischen Erfassung, lexikologisch-lexikographischen Bearbeitung und linguistisch kommentierten Darstellung des gesamten älteren spanischen Wortschatzes auf Grund eigener Auswertung der Textdokumente des 10. bis zum Anfang des 15. Jahrhunderts.
Nach mehrjähriger Förderung durch die Deutsche Forschungsgemeinschaft wurde das Unternehmen 1984 als Langzeitprojekt in das Akademienprogramm der Bund-Länder-Kommission übergeleitet und institutionell zu einer universitätsunabhängigen Forschungseinrichtung der Heidelberger Akademie der Wissenschaften ausgebaut. Die Publikation der Forschungsergebnisse begann 1987. Bis zu seinem Tod erschienen zwei Bände. Der dritte Band war zur Hälfte fertig (letztes Faszikel 25: alidada – allén/allende). Der Abschluss des Riesenprojekts ist nicht datierbar.
Mittlerweile arbeiten an der Universität Rostock Romanistinnen und Romanisten im Rahmen des DFG-Projekts Diccionario del español medieval electrónico unter der Leitung von Rafael Arnold an der Digitalisierung des Datenarchivs des Diccionario del español medieval.
- Diccionario del español medieval
  - 1. a - además, Heidelberg 1994 (46 + 754 Seiten)
  - 2. ademasiado - albarda, Heidelberg 2000 (13 + 800 Seiten)